# Erchim
Maillots
Le Thermal Power Plant No.4 Erchim (en mongol : IV Цахипгаан Станц Эрчим), plus couramment abrégé en Erchim, est un club mongol de football fondé en 1994 et basé à Oulan-Bator, la capitale du pays.
Le club évolue actuellement dans le Championnat de Mongolie de football. C'est le club le plus titré du pays avec treize succès en championnats et neuf Coupes de Mongolie.

## Historique
- 1994 : Fondation du club
- 1996 : Premier titre de champion de Mongolie
- 2012 : Première participation à la Coupe du président de l'AFC
- 2020 : le club fusionne avec  Khaan Khuns et se renomme  Khaan Khuns-Erchim FC

## Palmarès
| \| - Championnat de Mongolie (13) : - Champion : 1996, 1998, 2000, 2002, 2007, 2008, 2012, 2013, 2015, 2016, 2017, 2018 et 2022. - Vice-champion : 1997, 1999, 2009 et 2014. - Coupe de Mongolie (9) : - Vainqueur : 1996, 1997, 1998, 1999, 2000, 2011, 2012, 2015 et 2019. \| \| - Supercoupe de Mongolie (7) : - Vainqueur : 2011, 2012, 2013, 2014, 2016, 2017 et 2022. \| |  |                                                                                          |
| - Championnat de Mongolie (13) : - Champion : 1996, 1998, 2000, 2002, 2007, 2008, 2012, 2013, 2015, 2016, 2017, 2018 et 2022. - Vice-champion : 1997, 1999, 2009 et 2014. - Coupe de Mongolie (9) : - Vainqueur : 1996, 1997, 1998, 1999, 2000, 2011, 2012, 2015 et 2019. |  | - Supercoupe de Mongolie (7) : - Vainqueur : 2011, 2012, 2013, 2014, 2016, 2017 et 2022. |

## Personnalités du club

### Présidents du club
- Amarbayasgalan M.
- Laon Dorjsuren

### Entraîneurs du club
| - Dorjsüren Lkhamsürengiin (1er janvier 1994 - 31 décembre 2011) - Dovdon Batnasan (1er janvier 2012 - 30 juin 2012) - Vojislav Bralušić (1er août 2012 - 30 juin 2014) | - Zorigtyn Battulga (1er juillet 2014 - 30 juin 2019) - Dovdon Batnasan (1er juillet 2019 - ) |